# Luis el Germánico
Luis el Germánico (c. 806/810-28 de agosto de 876), también conocido como Luis II de Francia Oriental (actual Alemania), de la que fue el primer rey, y que gobernó desde el 843 hasta su muerte. Nieto del emperador Carlomagno, era el tercer hijo de Luis el Piadoso (Ludovico Pío), emperador de occidente, y su primera esposa, Ermengarda de Hesbaye. Recibió el sobrenombre Germanicus varios años después de su muerte, cuando Francia Oriental comenzó a ser conocido como reino de Germania.
Después de numerosos enfrentamientos con su padre y hermanos, Luis recibió el reino de Francia Oriental en 843 con la firma del Tratado de Verdún. Sus intentos por conquistar el reino de Francia Occidental de su hermano Carlos el Calvo en 858-59 fueron infructuosos. Los años 860 estuvieron marcados por una profunda crisis, con rebeliones de sus hijos en Francia Oriental, así como luchas para mantener la supremacía en el reino. Por el Tratado de Meerssen adquirió Lotaringia para Francia Oriental en 870. Sin embargo, fracasó en sus intentos por hacerse con el título de emperador y de conquistar Italia. En el este, Luis consiguió una paz duradera con los moravos en 874 tras décadas de conflicto.
Gobernante competente y enérgico, fortaleció la autoridad real en sus tierras y fomentó el desarrollo de la literatura vernácula, anticipando el gobierno de Otón.

## Primeros años

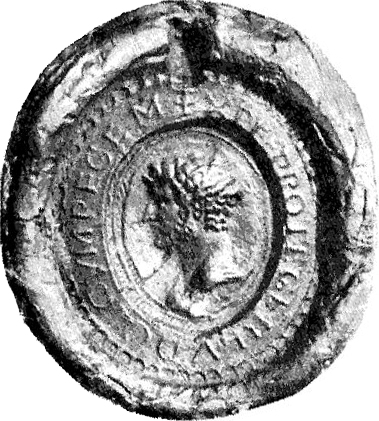
Sello de Luis el Germánico

Pasó sus primeros años en la corte de su abuelo Carlomagno, que se dice le profesaba especial afecto. Cuando Ludovico Pío dividió el imperio entre sus hijos en 817, Luis fue nombrado señor del ducado de Baviera, siguiendo la práctica de Carlomagno de otorgar el gobierno de los reinos locales a familiares cercanos que servirían como tenientes y gobernadores locales. Luis gobernó desde Ratisbona, la vieja capital de los bávaros. En 825 tuvo que enfrentarse a wendos y sorbios para defender sus fronteras orientales. En 827 contrajo matrimonio con Emma, hermana de su madrastra Judith de Baviera, hijas ambas de Güelfo, cuyas posesiones se extendían desde Alsacia a Baviera. En 828 y 829 encabezó dos campañas contra los búlgaros que pretendían penetrar en Panonia sin gran éxito. Durante su etapa como Unterkönig, intentó extender su dominio a la zona del Rin-Meno.

## Hijo rebelde

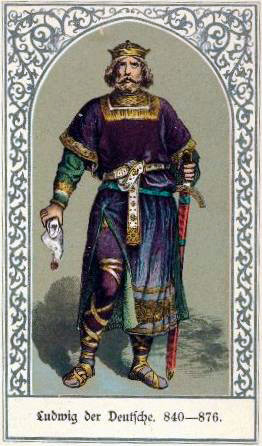
Luis el Germánico a los 19 años.

Su participación en la primera guerra civil contra su padre fue limitada, pero en la segunda sus hermanos mayores, Lotario I, por entonces rey de Italia, y Pipino I, duque de Aquitania, le convencieron para invadir Alamannia, que su padre había entregado a su hermanastro joven Carlos el Calvo, prometiéndole más territorio en la nueva partición que se haría tras la victoria. En 832 dirigió un ejército eslavo a Alamannia, pero fue rechazado por su padre. Ludovico Pío le desheredó, pero no tuvo efecto; el emperador fue capturado poco después por sus hijos y depuesto. Durante su breve restauración, sin embargo, el emperador Luis hizo las paces con su hijo y le restituyó legalmente Baviera en 836.
Luis fue el instigador de la tercera guerra civil, que comenzó en 839. Una franja de su territorio había sido entregada a su medio hermano Carlos, lo que provocó la inmediata invasión de Alamannia. Esta vez, el emperador respondió rápidamente, y pronto el joven Luis fue arrinconado en el extremo sureste de su reino, en la marca de Panonia. Se estableció entonces la paz por la fuerza de las armas.

## Guerra civil (840-843)
Tras la guerra civil que siguió a la muerte del emperador Ludovico Pío, el Imperio quedó dividido en 843 por el Tratado de Verdún, en virtud del cual Luis recibió el reino de Francia Oriental, una región que se extendía por la llanura del Elba desde Jutlandia hacia el sureste, a través del bosque de Turingia, hasta el interior de la actual Baviera.
Cuando el emperador Ludovico murió en 840, Lotario I reclamó el imperio. Luis se coaligó con Carlos el Calvo y derrotó a Lotario y a su sobrino Pipino II de Aquitania, el hijo de Pipino I en la batalla de Fontenoy en junio de 841.
En junio de 842 los tres hermanos se reunieron en una isla en el río Saona para negociar una paz, y cada uno nombró a cuarenta representantes para establecer las fronteras de sus respectivos reinos. El resultado de las negociaciones se plasmó en el Tratado de Verdún, concluido en agosto de 843, por el que Luis recibió el grueso de las tierras localizadas al este del Rin, junto con un distrito en torno a Speyer, Worms y Maguncia, en la orilla izquierda del río (ver los Juramentos de Estrasburgo 842). Sus territorios incluían Baviera, Turingia, Franconia y Sajonia. Fijó la corte en la ciudad bávara de Ratisbona.
Luis puede ser considerado el fundador del reino de Alemania, aunque sus intentos para mantener la unidad del Imperio fracasaron. Tras aplastar los levantamientos stellinga en 842 en Sajonia, en 844 obligó a los obodritas a someterse a su autoridad y ejecutó a su príncipe, Gozzmovil. Thachulfo, duque de Turingia, emprendió campañas contra los bohemios, moravos, y otras tribus, pero no tuvo demasiado éxito ante los ataques de los invasores vikingos.

## Tratado de Verdún

Reino de Francia Oriental

Tierras divididas por el Tratado de Verdún

Tras la muerte del emperador, Lotario reclamó todos los derechos imperiales establecidos en la Ordinatio imperii de 817, ante lo que Luis y Carlos el Calvo forjaron una alianza. Lotario I buscó entonces el apoyo de su sobrino Pepino II, hijo del difunto Pepino I. En la batalla de Fontenoy-en-Puisaye, Luis y Carlos derrotaron a Lotario y a Pepino, aunque ambos bandos sufrieron muchas bajas. Según los Annales Fuldenses, fue el mayor derramamiento de sangre que los francos habían visto desde tiempo inmemorial. Fue también la última batalla de Luis en la lucha por la reunificación del reino.

## Enfrentamientos con Carlos el Calvo
En 852 Luis envió a su hijo Luis el Joven a Aquitania, donde la nobleza se mostraba descontenta con el gobierno de Carlos el Calvo. El joven Luis no partiría hasta 854 y regresaría al año siguiente.
A partir de 853, Luis realizó repetidas tentativas de conquistar el trono de Francia Occidental que, según los Anales de Fulda, le era ofrecido por el pueblo, descontento con el cruel gobierno de Carlos. Luis entró en Francia Occidental en 858 animado por sus sobrinos Pipino II y Carlos de Provenza. Carlos no pudo ni reunir un ejército para detener la invasión y huyó a Burgundia. Ese mismo año, Luis emitió un diploma datado «el primer año de reinado en Francia Occidental». Sin embargo, la traición y la deserción entre sus hombres, así como la lealtad de los obispos aquitanos a Carlos, hicieron fracasar la empresa. El 7 de junio de 860 en Coblenza, Luis y Carlos hicieron votos públicos de mantener la paz.
Tras la muerte de Lotario I en 855, Luis y Carlos cooperaron durante un tiempo para repartirse las posesiones de Lotario, haciendo caso omiso de los intereses de los herederos de Lotario, sus hijos Lotario, Luis (poseedor del título imperial y de la Corona de Hierro de Lombardía y Carlos de Provenza. En 868, Luis y Carlos acordaron la partición de Lotaringia. Cuando Lotario II murió en 869, Luis se hallaba gravemente enfermo y sus ejércitos luchaban contra los moravos. Carlos el Calvo ocupó rápidamente las tierras de Lotario, pero Luis, tras recuperarse, le obligó a aceptar el Tratado de Meersen que dividía las tierras de Lotario entre todos los pretendientes.

## Divisio regnientre los hijos

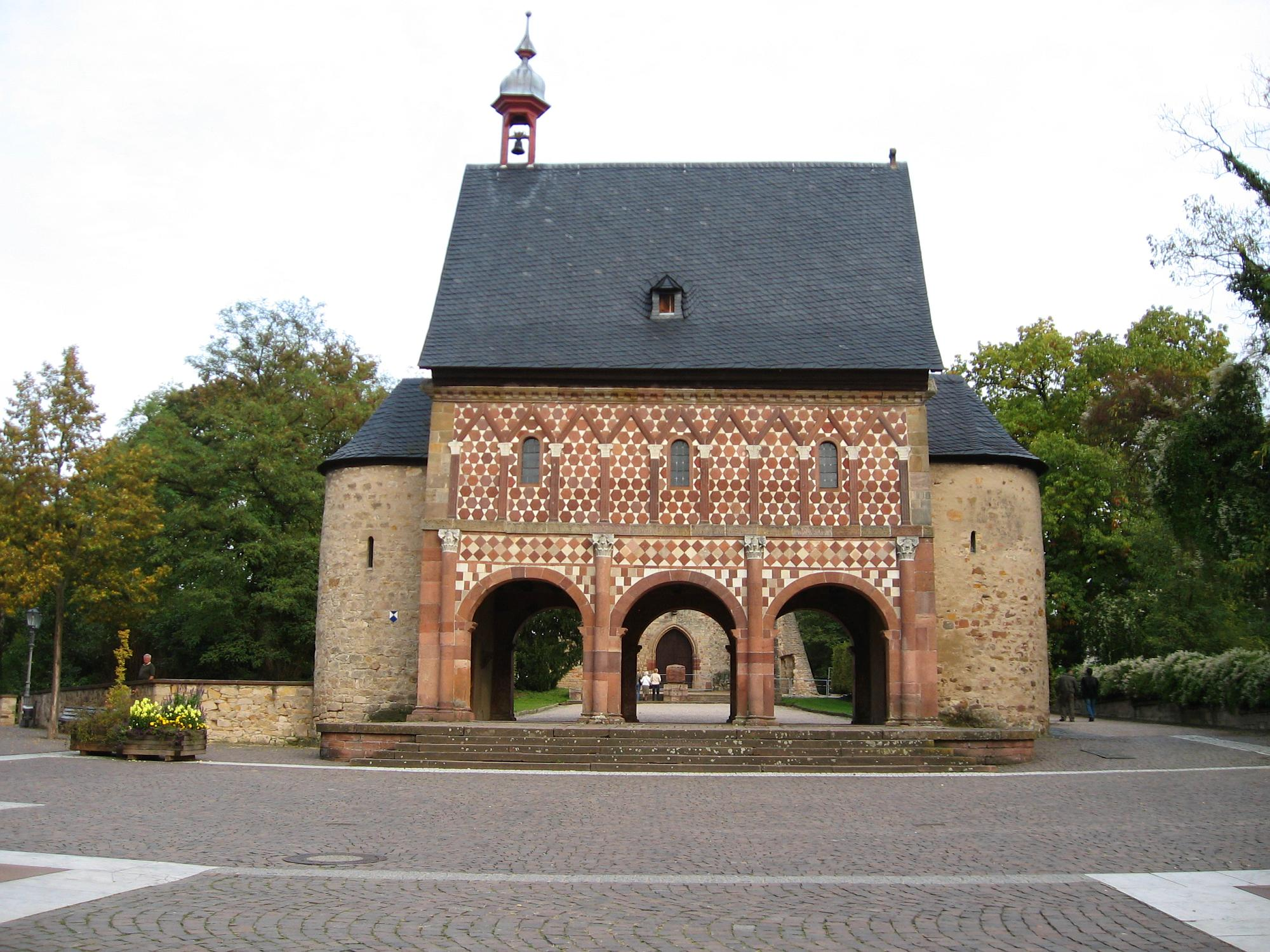
Restos del cierre carolingio (Torhalle) de la abadía de Lorsch, donde fue enterrado Luis el Germánico

En los años siguientes, Luis estuvo ocupado sofocando las rebeliones de sus hijos. El mayor, Carlomán de Baviera, se rebeló en 861 y nuevamente en 863. Le siguió su hermano Luis el Joven, al que se le unió su otro hermano, Carlos el Gordo. En 864 Luis hubo de entregar a Carlomán el reino de Baviera, que él mismo había gobernado durante el reinado de su padre. En 865 dividió el resto de sus territorios: Sajonia, Franconia y Turingia fueron para Luis el Joven, y Suabia y Recia, para Carlos el Gordo.
La noticia de que el emperador Luis II había fallecido llevó a una paz entre padre e hijos y a que Luis intentara obtener el título imperial para su primogénito. Esos esfuerzos se vieron truncados por el emperador, que no estaba realmente muerto, y por el viejo enemigo de Luis, Carlos el Calvo.
Luis se preparaba de nuevo para la guerra cuando la muerte lo sorprendió el 28 de agosto de 876 en Fráncfort. Fue enterrado en la abadía de Lorsch; dejó tres hijos varones y otras tantas mujeres. Sus hijos respetaron la división acordada una década antes y se contentaron con sus propios reinos, actitud que sorprendió dadas sus acciones anteriores.

## Vida posterior

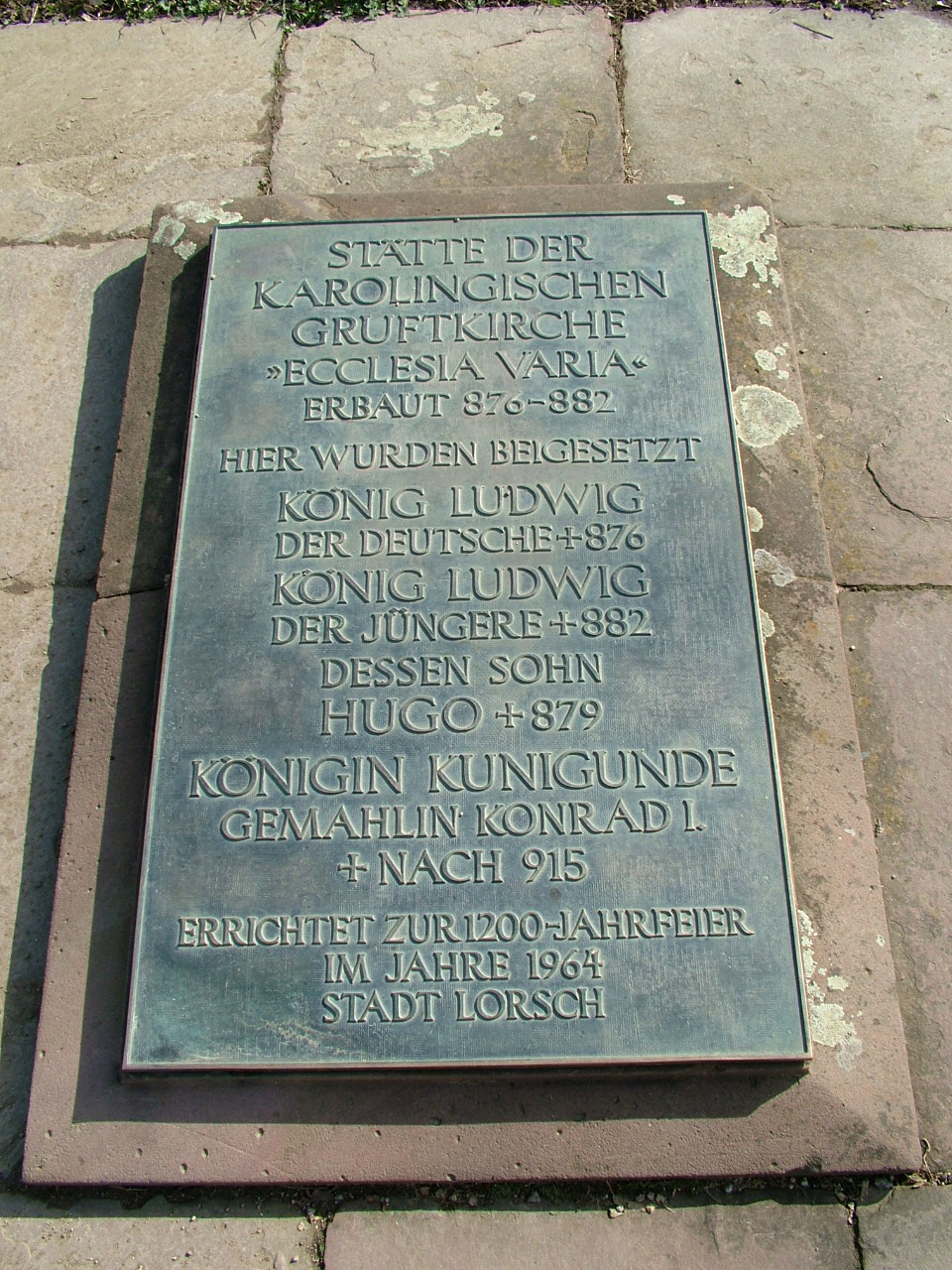
Placa conmemorativa de Luis III

En los años 872 y 873, Luis recibió en su corte de Ratisbona a embajadores procedentes del Imperio bizantino enviados por Basilio I, lo que prueba que la fama de su autoridad se conocía hasta en Constantinopla. Tras la muerte de Luis II en agosto de 875, Luis trató de obtener el título imperial para sí y sus descendientes. Con este propósito, el abad Sigihard von Fulda emprendió un viaje a Roma para visitar al papa Juan VIII. El 18 de mayo de 876 regresó a Ingelheim e informó a Luis de que, en diciembre de 875, Carlos el Calvo había obtenido el título imperial mediante una rápida maniobra.
Su esposa Emma visitó por última vez a Luis en mayo de 875. En 874 había perdido la voz como consecuencia de un ataque. Durante su estancia, concedió la abadía de Berg im Donaugau como donación a la Marienkapelle, construida por él. Emma murió a finales de enero de 876 en Ratisbona. Pocos meses después, lo hizo Luis, tras una breve enfermedad, el 28 de agosto de 876 en su palacio de Fráncfort. Al día siguiente fue enterrado junto a su hijo Luis en la abadía de Lorsch. Según Wilfried Hartmann, sin embargo, no se puede determinar con certeza si el cadáver del sarcófago es el suyo. Tras su muerte, Carlos el Calvo trató de conquistar el reino de Francia Oriental, pero Luis el Joven lo venció el 8 de octubre de 876 en Andernach con un ejército formado por francos, sajones y turingios. Carlos el Calvo moriría un año después.

## Gobierno de Luis
Por el escaso número de documentos preservados (solo 172 para 50 años de reinado) es imposible obtener una visión detallada de las decisiones de Luis en el Imperio Franco Oriental. Por comparación, Ludovico Pío emitía unos 18 documentos al año y su medio hermano Carlos, 12. Esta tradición de no producir documentos escritos se mantenía en ocasiones por varios meses. Por ejemplo, la situación de Francia Oriental entre junio de 849 y julio de 850 es totalmente incierta. Al menos existen 52 documentos dirigidos a beneficiarios bávaros, aunque la producción documental para Baviera también decayó a lo largo de su reinado.
Como ducado anterior, la zona de Rhin-Main incluía Fráncfort, Maguncia y Worms, y en ella existían abundantes palacios imperiales y riquezas. Al ubicarse en el centro del imperio oriental, era fácilmente accesible por carretera. Esto le facilitó ser la región en la que más sínodos episcopales y asambleas imperiales eran celebrados.

## Apodo «el Germánico»
Luis comenzó a ser llamado «el Germánico» solo a partir del siglo XVIII. Los historiadores contemporáneos de Francia Occidental llamaban a Luis rex Germaniae ('rey de Germania') o rex Germanorum ('rey de los germanos'). Sin embargo, en este contexto, Germania o Germani no significan "Alemania" o "los alemanes", sino que, en latín, hacía referencia al territorio situado en la ribera derecha del Rhin. Sus contemporáneos utilizaban para Luis el epíteto pius («pío») o piissimus (el superlativo del anterior, «piísimo»). La numismática le menciona como HLUDOVICUS PIUS REX.

## Matrimonio y descendencia
Luis se casó con Emma (fallecida el 31 de enero de 876), y tuvieron:
- Hildegarda (828-856)
- Carloman de Baviera (829-880),[3] rey de Baviera
- Irmgarda de Chiemsee también conocida como Ermengarda (fallecida en 866). Luis, tras establecer a dos de sus hijas como abadesas, puso a Irmgarda al frente, primero de la abadía de Buchau y luego de la abadía real de Chiemsee en Baviera. Es conmemorada como santa el 17 de julio.[29]
- Gisela, esposa de Bertoldo I de Suabia y madre de Cunigunda de Suabia, esposa de Conrado I de Alemania.
- Luis III de Alemania (835-882)[16]
- Betha (m. 877)
- Carlos el Gordo (839-888)[30]